# Гри, Найджел де
Найджел де Гри (англ. Nigel Arthur de Grey; 27 марта 1886 — 25 мая 1951) — английский криптограф, кавалер Ордена Святых Маврикия и Лазаря, Ордена Святого Михаила и Святого Георгия и Ордена Британской империи. Ветеран и Первой и Второй мировой войны. Прославился расшифровкой  телеграммы Циммермана, которая вовлекла США в Первую мировую войну, что изменило её ход.

## Начало жизни
Найджел де Гри родился 27 марта 1886 года в Кодпоке, там же был крещён. Он приходится внуком пятому барону Уолшингема. Отец Найджела, Арнальд де Гри (англ. Hon. Arnald de Grey), был приходским священником. Найджел учился в Итонском Колледже, где изучал иностранные языки. Вместо поступления в университет он надеялся стать лингвистом и поступить на дипломатическую службу. Зная в совершенстве немецкий и французский языки, он не сдал экзамен по итальянскому и, вместо дипломатической службы, стал издателем. Работал в издательстве Уильяма Хайнмана с 1907 года. 29 декабря 1910 года в Хертфордбури (англ. Hertingfordbury) 24-летний Найджел Де Гри женился на своей троюродной сестре, Флоренс Эмили Франсез Гор (англ. Florence Emilt Frances Gore), которой было 27 лет. 22 декабря 1911 года у них родился сын Джон. Всего у де Гри было трое детей. Барбара родилась 18 июля 1915 года, а Роджер — 18 апреля 1918 года. В жизни он был скромным и щуплым, за что коллеги прозвали его соней  (англ. dormouse).

## Роль в первой мировой войне

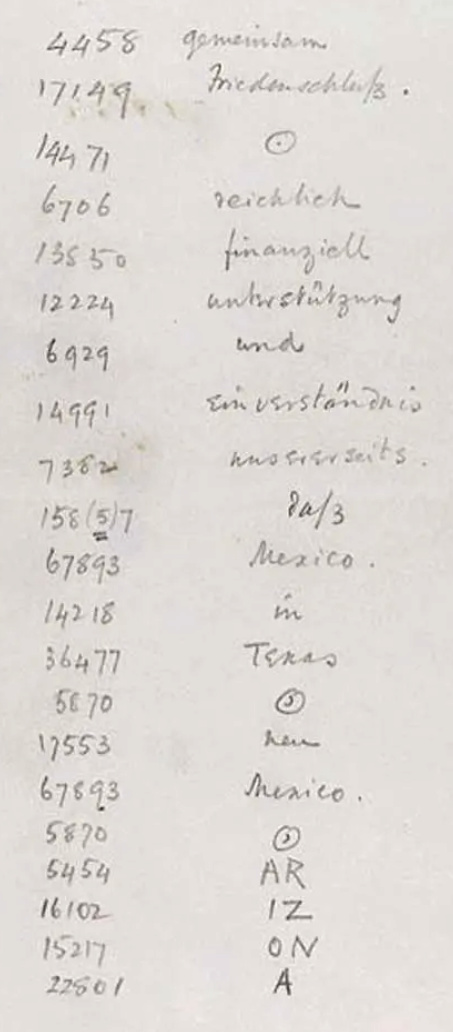
Часть кода Телеграммы, расшифрованной Найджелом де Гри. Примечательно, что слова Аризона не было в немецкой кодовой книге, так как Аризона стала штатом США только в 1912 году. Это слово пришлось делить на слоги.

### Комната 40
С началом войны Найджел де Гри поступил в резерв королевского военно-морского флота Великобритании и служил на западном фронте в Бельгии наблюдателем в воздухоплавательных войсках. В 1915 году его перевели в управление военно-морской разведки в качестве криптографа. Он работал в дипломатической секции Комнаты 40, подразделении секретной службы британского военно-морского флота, которое занималось криптографией, то есть расшифровкой закодированных вражеских сообщений.

### Телеграмма Циммермана
17 января 1917 г., в возрасте 31 года, Найджел де Гри вместе с почтенным Уильямом Монтгомери, которому было 46 лет,  расшифровал телеграмму Циммермана. Это было сообщение из немецкого Министерства иностранных дел, переданное через Вашингтон послу Германии в Мексике Генриху фон Экардту (нем. Heinrich von Eckardt). В телеграмме было сказано, что немецкий Министр иностранных дел Артур Циммерман предлагает Мексике забрать территории США — Аризону, Нью-Мексико, и Техас. В обмен на это Мексика должна была присоединиться к войне в качестве немецкого союзника.

### Работа в Италии
Весной 1915 года Де Гри был назначен в Таранто, потом — в Рим в должности капитан-лейтенанта. Его задачей было руководить средиземноморским отделением Управления военно-морской разведки Великобритании, поддерживать связь с итальянским отделением, и сфокусироваться на криптограммах из Австралии. За работу в Италии он получил итальянский Орден Святых Маврикия и Лазаря, а в 1918 году ему был присвоен Орден Британской империи.

## Межвоенный период
После завершения первой мировой войны Найджел де Гри возглавил Общество Медичи (англ. Medici Society), занимавшееся публикацией старых произведений искусства, и у него появилось время на множество хобби. Он был увлеченным стрелком: любил приезжать  в деревни к своим многочисленным кузинам, где ходил на охоту. Был хорошим акварелистом и чертежником, любил работать в своем большом саду в Айвере. В качестве актёра-любителя он был членом обществ Old Stagers и Windsor Strollers, играл в крикет на Неделе крикета в Кентербери.

## Роль во второй мировой войне
В 1938 году после финансового кризиса де Гри потерял свою работу в Обществе Медичи. Годом позже ему предложили работать в  Блетчли-парке. Во время войны на территории этой английской усадьбы в графстве Бакингемшир находилась правительственная школа кодов и шифров (англ. Government Code and Cypher School, GC&CS), которая представляла собой военную базу, успешно занимавшуюся расшифровкой немецких посланий, закодированных с помощью машины Энигма. Вместе с ним работали его сестра Барбара, встретившая там же своего будущего мужа, и сын Джон.

## После второй мировой войны
После войны де Гри остался в GC&CS, которая была переименована в Центр правительственной связи (англ. Goverment Communication Headquarters), и управлял группой криптографов, работающих над проектом «Венона» — расшифровкой советских зашифрованных донесений. В 1945 году ему был присвоен Орден Святого Михаила и Святого Георгия.

После выхода на пенсию Найджел де Гри купил магазин керамики, но в день, когда сделка была завершена, умер от сердечного приступа на Оксфорд Стрит. Это произошло 25 мая 1951 года, Найджелу де Гри было 65 лет.